# Cryptocoryneum bigeminum
Cryptocoryneum bigeminum är en svampart som först beskrevs av Cooke & Ellis, och fick sitt nu gällande namn av S. Hughes 1958. Cryptocoryneum bigeminum ingår i släktet Cryptocoryneum, divisionen sporsäcksvampar och riket svampar.   Inga underarter finns listade i Catalogue of Life.